# 米科拉伊夫卡 (特諾皮爾州)

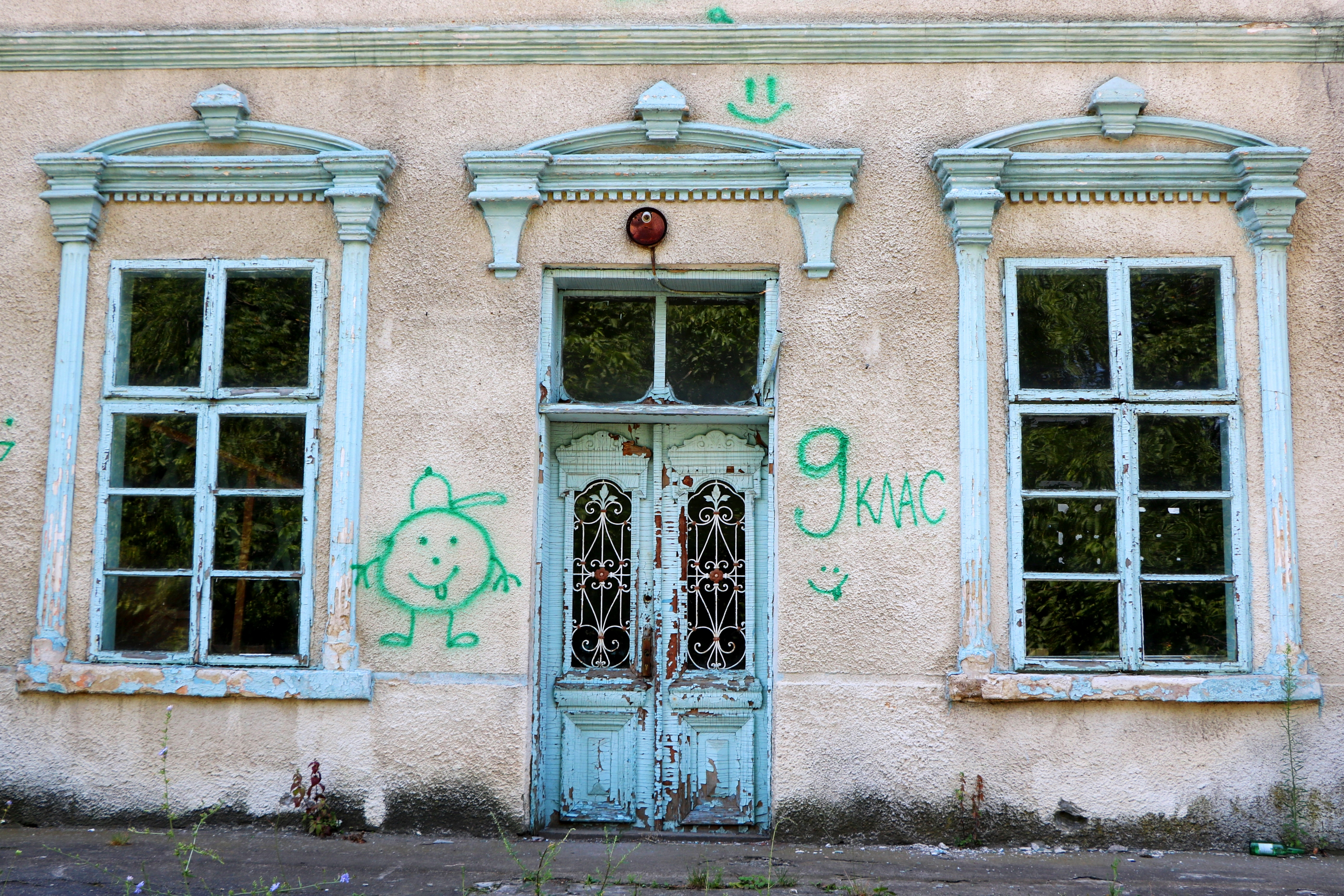

米科拉伊夫卡（羅馬化：Mykolaivka）是烏克蘭西部捷爾諾波爾州喬爾特基夫區佐洛特波蒂克市鎮的村莊，面積9.94平方公里，2001年人口518，人口密度每平方公里52.1人。